# 安国寺 (咸陽市)
安国寺（あんこくじ）は、中華人民共和国陝西省咸陽市渭城区にある仏教寺院。

## 歴史
安国寺は隋代（581年 - 618年）に建立された。明の万暦元年（1573年）は寺院を重修した。
1990年1月、渭城区人民政府は仏寺を渭城区文物保護単位に認定した。

## 伽藍
現存している建築は殆んど2005年のものです。主な建築は大門、菩薩殿、関帝殿、城隍殿、聖母行宮、行政公署旧址などです。